# Didracma
La didracma  (en grec antic διδραχμή) era una antiga moneda grega en or o en plata, equivalent a 2 dracmes, i amb un pes de 8,62 grams. Estava dividida en 12 òbols. Era equivalent al sicle de Babilònia.